# 厍狄越豆眷
厍狄越豆眷（？—？），一作越豆斤，十六国、北魏时期的厍狄部部落酋长。

## 生平
厍狄越豆眷出自厍狄部，祖先在弱水（今内蒙古自治区黑河上游）活动，之后加入拓跋部的部落联盟，成为半独立的部落有十多代人。之后厍狄越豆眷的祖先统领部落迁移到河套黄河以南（今内蒙古伊克昭盟和陕西北部地区），附属于匈奴铁弗部，又历经六代人。铁弗部与拓跋氏交恶后，厍狄越豆眷就率领部落一万多家渡过黄河，归附北魏，立下功劳。魏道武帝拓跋珪知道厍狄越豆眷的忠诚，割出善无郡西部腊污山地方百里以封赏给他，赐令厍狄越豆眷仍为厍狄部部落首领。之后厍狄越豆眷率领部落迁居黄河以北的五原（今内蒙古巴彦淖尔到包头之间），封王怀朔镇，厍狄越豆眷的子孙从此世袭第一领民酋长，到厍狄干时已经世袭六代人。

## 其他
登国六年（391年）十一月，刘卫辰派遣儿子直力鞮侵犯拓跋部南部，魏道武帝反击取胜并乘胜追击，从五原金津南渡，进入铁弗部境内，刘卫辰大惊，仓皇奔逃而死，铁弗部因此灭亡。中国社会科学院中国社会科学出版社历史与考古出版中心副主任宋燕鹏认为，刘卫辰如此迅速被灭并非刘卫辰自身原因，而是厍狄部的缘故。魏兵进攻神速，很可能有厍狄部作为向导，从而会兵到悦跋城下，而刘卫辰竟然不知。史书记载厍狄越豆眷在魏道武帝时期立下功劳，就是厍狄部的导路之功。

## 鲜卑名
北京大学历史系教授罗新认为，越豆眷就是鲁尼文古突厥文碑铭中的Ötüqän，出自同一词的不同汉译还有逸豆归、于陟斤、郁豆眷等，指的是杭爱山或其主峰於都斤山。